# Antoni Garcia Miralles
Antoni Garcia Miralles (Alacant, 15 de juliol de 1942) és un advocat i polític socialista valencià. Ha estat president de les Corts Valencianes de 1983 a 1995.

## Biografia
Es llicencià en Dret per la Universitat de València i entre 1968 i 1977 va exercir a Alacant com a advocat laboralista de la Unió General de Treballadors. Es va afiliar al Partit Socialista Obrer Espanyol en 1972 i va estar en la direcció del PSPV-PSOE des de la seva fundació, essent escollit Diputat al Congrés per la província d'Alacant en tres legislatures consecutives, de 1977 a 1986. El 1983 dimití del seu escó per a ser diputat a les eleccions a les Corts Valencianes de 1983, que va retenir a les de 1987 i 1991.
Formà part del Consell del País Valencià i de la comissió redactora de l'Estatut d'Autonomia del País Valencià participant activament en els òrgans preautonòmics des de 1977, on va ser Conseller d'Obres Públiques i Urbanisme sota la Presidència de Josep Lluís Albinyana. Va ser President del PSPV-PSOE durant la Secretaria General de Joan Lerma. Senador pel País Valencià des de 1995 de manera ininterrompuda fins al 2008. A més, ha estat Diputat a les Corts Valencianes des de 1983 fins a 2003, on va ser triat President, càrrec que va ostentar de 1983 a 1995.